# 桑迪顿
《桑迪顿》（Sanditon），也称为（Sand and Sandition），是简·奥斯丁于1817年开始创作的作品，但作者并没有完成它，该书的全文在1925年首次發布。